# 적갈색배볼로쥐
적갈색배볼로쥐(Necromys lactens)는 비단털쥐과에 속하는 남아메리카 설치류이다. 아르헨티나와 볼리비아에서 발견되며, 동부 안데스 산맥의 건조한 계곡에서 서식한다. 국제 자연 보전 연맹(IUCN)이 보전 등급을 "관심대상종"으로 분류하고 있다.

## 특징
몸길이는 98~124mm이고, 꼬리 길이는 57~77mm이다. 머리와 등 쪽은 황갈색을 띠며, 검은색의 미세한 줄무늬가 나 있다. 옆구리 쪽은 불그스레한 갈색 또는 계피색 등으로 좀더 색이 풍부하고, 배 쪽은 다양한 색조의 계피색을 띤다. 귀에는 털이 상당히 있고, 턱이나 목에 흰 반점이 거의 항상 있다. 꼬리는 거무스레한 갈색의 윗면과 희끄무레하거나 담황색을 띠는 아랫면으로 두 가지 색을 띤다. 발톱은 길며 흰 털뭉치에 가려진다.

## 분포 및 서식지
적갈색배볼로쥐는 볼리비아 중부와 남부 그리고 아르헨티나 북부의 안데스 산맥 동부 경사면의 토착종이다. 일반적인 서식지는 메마른 계속의 푸나 초원이다. 볼리비아에서 해발 약 2,000~4,000m 지역에서 발견되며, 아르헨티나에서는 약 1,500~3,100m 지역에서 발견된다.

## 보전 상태
적갈색배볼로쥐는 넓은 분포 지역의 적절한 서식지에서 흔하게 볼 수 있는 종이다. 소 방목이 증가함에 따라서 푸나 초원 일부가 사용되고 있으며 서식지 전환에 어느 정도 내성을 갖고 있지만 경작지 생활에는 적응하지 못한다. 적갈색배볼로쥐를 멸종 위기가 좀더 높은 등급에 포함시킬 정도로 개체수 감소 추세가 아주 빠르지 않기 때문에 국제 자연 보전 연맹(IUCN)이 보전 등급을 "관심대상종"으로 분류하고 있다.